# Arquímides Ordóñez
Arquímides Rafael Zacarías Ordóñez (Cincinnati, 5 agosto 2003) è un calciatore guatemalteco, attaccante dello Zimbru Chișinău e della nazionale guatemalteca.

## Carriera

### Club
Ha iniziato a giocare a calcio nel settore giovanile del Columbus Crew, per poi passare al FC Cincinnati nel 2019. Il 3 luglio 2021 ha firmato il suo primo contratto professionistico ed il 25 luglio ha esordito in prima squadra nell'incontro di MLS perso 3-0 contro il Nashville. Nelle stagioni successive ha giocato principalmente con la seconda squadra in MLS Next Pro, facendo comunque altre apparizioni con la formazione principale, dove ha realizzato il suo primo gol il 27 aprile 2023 decidendo la partita di US Open Cup vinto 1-0 contro il Louisville City.
Il 4 aprile 2024 è stato ceduto in prestito all'Östersund, dove ha trascorso l'intera stagione segnando 4 reti in 29 incontri totali. Il 9 febbraio 2025 ha firmato un contratto triennale con lo Zimbru Chișinău, club della prima divisione moldava; ha esordito con il club moldavo i l 1º marzo realizzando una tripletta nel successo per 5-3 contro l'EFA Visoca in Coppa di Moldavia.

### Nazionale
Con le nazionale Under-20 ha preso parte nel 2022 al campionato nordamericano di categoria, dove è stato inserito nella squadra ideale del torneo, e nel 2023 al campionato mondiale di categoria.
Ha esordito con la nazionale maggiore guatemalteca il 25 settembre 2022 nell'incontro amichevole perso 4-1 contro la Colombia.

## Statistiche

### Presenze e reti nei club
Statistiche aggiornate al 7 giugno 2025.
| Stagione               | Squadra                | Campionato             | Campionato | Campionato | Coppe nazionali | Coppe nazionali | Coppe nazionali | Coppe continentali | Coppe continentali | Coppe continentali | Altre coppe | Altre coppe | Altre coppe | Totale | Totale | Totale |
| Stagione               | Squadra                | Comp                   | Pres       | Reti       | Comp            | Pres            | Reti            | Comp               | Pres               | Reti               | Comp        | Pres        | Reti        | Pres   | Reti   |        |
| ---------------------- | ---------------------- | ---------------------- | ---------- | ---------- | --------------- | --------------- | --------------- | ------------------ | ------------------ | ------------------ | ----------- | ----------- | ----------- | ------ | ------ | ------ |
| 2021                   | FC Cincinnati          | MLS                    | 4          | 0          | -               | -               | -               | -                  | -                  | -                  | -           | -           | -           | 4      | 0      |        |
| 2022                   | FC Cincinnati          | MLS                    | 8          | 0          | USCup           | 2               | 0               | -                  | -                  | -                  | -           | -           | -           | 10     | 0      |        |
| 2023                   | FC Cincinnati          | MLS                    | 8          | 0          | USCup           | 2               | 1               | -                  | -                  | -                  | LC          | 0           | 0           | 10     | 1      |        |
| 2024                   | FC Cincinnati          | MLS                    | 0          | 0          | USCup           | 0               | 0               | CCC                | 2                  | 0                  | LC          | 0           | 0           | 2      | 0      |        |
| Totale FC Cincinnati   | Totale FC Cincinnati   | Totale FC Cincinnati   | 20         | 0          |                 | 4               | 1               |                    | 2                  | 0                  |             | 0           | 0           | 26     | 1      |        |
| 2022                   | FC Cincinnati 2        | MNP                    | 13         | 4          | -               | -               | -               | -                  | -                  | -                  | -           | -           | -           | 13     | 4      |        |
| 2023                   | FC Cincinnati 2        | MNP                    | 11         | 9          | -               | -               | -               | -                  | -                  | -                  | -           | -           | -           | 11     | 9      |        |
| Totale FC Cincinnati 2 | Totale FC Cincinnati 2 | Totale FC Cincinnati 2 | 24         | 13         |                 | -               | -               |                    | -                  | -                  |             | -           | -           | 24     | 13     |        |
| 2024                   | Östersund              | S1                     | 28         | 4          | CS              | 1               | 0               | -                  | -                  | -                  | -           | -           | -           | 29     | 4      |        |
| feb.-giu.2025          | Zimbru Chișinău        | SL                     | 6          | 1          | CM              | 2               | 5               | -                  | -                  | -                  | -           | -           | -           | 8      | 6      |        |
| Totale carriera        | Totale carriera        | Totale carriera        | 78         | 18         |                 | 7               | 6               |                    | 2                  | 0                  |             | 0           | 0           | 87     | 24     |        |

### Cronologia presenze e reti in nazionale
| Cronologia completa delle presenze e delle reti in nazionale ― Guatemala | Cronologia completa delle presenze e delle reti in nazionale ― Guatemala | Cronologia completa delle presenze e delle reti in nazionale ― Guatemala | Cronologia completa delle presenze e delle reti in nazionale ― Guatemala | Cronologia completa delle presenze e delle reti in nazionale ― Guatemala | Cronologia completa delle presenze e delle reti in nazionale ― Guatemala | Cronologia completa delle presenze e delle reti in nazionale ― Guatemala | Cronologia completa delle presenze e delle reti in nazionale ― Guatemala |
| Data                                                                     | Città                                                                    | In casa                                                                  | Risultato                                                                | Ospiti                                                                   | Competizione                                                             | Reti                                                                     | Note                                                                     |
| ------------------------------------------------------------------------ | ------------------------------------------------------------------------ | ------------------------------------------------------------------------ | ------------------------------------------------------------------------ | ------------------------------------------------------------------------ | ------------------------------------------------------------------------ | ------------------------------------------------------------------------ | ------------------------------------------------------------------------ |
| 25-9-2022                                                                | Harrison                                                                 | Colombia                                                                 | 4 – 1                                                                    | Guatemala                                                                | Amichevole                                                               | -                                                                        | 85’                                                                      |
| 27-9-2022                                                                | Houston                                                                  | Honduras                                                                 | 2 – 1                                                                    | Guatemala                                                                | Amichevole                                                               | -                                                                        | 80’                                                                      |
| 31-5-2025                                                                | Chattanooga                                                              | El Salvador                                                              | 1 – 1                                                                    | Guatemala                                                                | Amichevole                                                               | -                                                                        | 46’                                                                      |
| 7-6-2025                                                                 | Città del Guatemala                                                      | Guatemala                                                                | 4 – 2                                                                    | Rep. Dominicana                                                          | Qual. Mondiali 2026                                                      | -                                                                        | 46’                                                                      |
| 10-6-2025                                                                | Kingston                                                                 | Giamaica                                                                 | 3 – 0                                                                    | Guatemala                                                                | Qual. Mondiali 2026                                                      | -                                                                        | 63’                                                                      |
| 20-6-2025                                                                | San Jose                                                                 | Guatemala                                                                | 0 – 1                                                                    | Panama                                                                   | Gold Cup 2025 - 1° turno                                                 | -                                                                        | 62’                                                                      |
| 24-6-2025                                                                | Houston                                                                  | Guadalupa                                                                | 2 – 3                                                                    | Guatemala                                                                | Gold Cup 2025 - 1° turno                                                 | -                                                                        | 74’                                                                      |
| 29-6-2025                                                                | Minneapolis                                                              | Canada                                                                   | 1 – 1 (5 – 6 dtr)                                                        | Guatemala                                                                | Gold Cup 2025 - Quarti di finale                                         | -                                                                        | 71’                                                                      |
| 2-7-2025                                                                 | St. Louis                                                                | Stati Uniti                                                              | 2 – 1                                                                    | Guatemala                                                                | Gold Cup 2025 - Semifinale                                               | -                                                                        | 70’                                                                      |
| Totale                                                                   |                                                                          | Presenze                                                                 | 9                                                                        |                                                                          | Reti                                                                     | 0                                                                        |                                                                          |

## Palmarès

### Individuale
- Best XI del Campionato nordamericano di calcio Under-20: 1

2022